# ぼくのまち わたしのまち
『ぼくのまち わたしのまち』は、NHK教育テレビジョンで1982年4月5日から1984年3月12日まで放送されていた小学校3年生向けの学校放送（教科：社会科）である。

## 概要
前番組の「ぼくらの社会科ノート」に続き、キャストを変更した上で静岡県沼津市にある設定の「写真店ぬまづ」を舞台にした。

## 放送時間
| 期間                         | 放送時間             |
| ---------------------------- | -------------------- |
| 1982年4月5日 - 1984年3月12日 | 月曜日 10:15 - 10:30 |

別の時間帯での再放送あり。

## 出演者
- おとうさん - 西尾徳
- さちこお姉さん - はやしようこ
- ひろし - 杉元直樹
- みどり - 川添智美
- おとうさん - 三遊亭遊三
- 白貝真理子
- 鈴木一輝
- 高橋奈緒

## 放送リスト

### 1982年度
| 回 | タイトル             | 初回放送日     |
| -- | -------------------- | -------------- |
| 1  | 富士山のみえる町     | 1982年04月5日  |
| 2  | 学校の屋上から       | 1982年04月19日 |
| 3  | 学校にかようみち     | 1982年04月26日 |
| 4  | 絵地図をかこう       | 1982年05月10日 |
| 5  | 市内めぐり           | 1982年05月17日 |
| 6  | さかなのまち         | 1982年05月24日 |
| 7  | にぼし工場           | 1982年05月31日 |
| 8  | みどりの茶ばたけ     | 1982年06月07日 |
| 9  | 田うえのころ         | 1982年06月14日 |
| 10 | 大きな工場           | 1982年06月21日 |
| 11 | 空からみた沼津       | 1982年06月28日 |
| 12 | おたよりありがとう   | 1982年07月05日 |
| 13 | ひろしの夏休み日記   | 1982年08月30日 |
| 14 | 家の近くの店         | 1982年09月13日 |
| 15 | 駅前の商店街         | 1982年09月20日 |
| 16 | 魚市場               | 1982年09月27日 |
| 17 | 青果市場             | 1982年10月04日 |
| 18 | 線路はつづく         | 1982年10月18日 |
| 19 | 山あいのまち         | 1982年10月25日 |
| 20 | 外国船のつく港       | 1982年11月01日 |
| 21 | 高原の牧場           | 1982年11月08日 |
| 22 | 灯台と青い海         | 1982年11月15日 |
| 23 | 林業の町             | 1982年11月22日 |
| 24 | はなれ島のくらし     | 1982年11月29日 |
| 25 | 空からみた静岡県     | 1982年12月06日 |
| 26 | おたよりありがとう   | 1982年12月13日 |
| 27 | かまど発見           | 1983年01月10日 |
| 28 | おじいさんの卒業写真 | 1983年01月17日 |
| 29 | 汽笛がなった日       | 1983年01月24日 |
| 30 | みかん山いまむかし   | 1983年01月31日 |
| 31 | まぐろのきた浜       | 1983年02月07日 |
| 32 | 放水路ができて       | 1983年02月14日 |
| 33 | 高速道路ができて     | 1983年02月21日 |
| 34 | すみよい町づくり     | 1983年02月28日 |
| 35 | おたよりありがとう   | 1983年03月07日 |

### 1983年度
| 回 | タイトル               | 初回放送日     |
| -- | ---------------------- | -------------- |
| 1  | 富士山のみえるまち     | 1983年04月11日 |
| 2  | 学校の屋上から         | 1983年04月25日 |
| 3  | 学校にかようみち       | 1983年05月02日 |
| 4  | 絵地図をかこう         | 1983年05月16日 |
| 5  | 市内めぐり             | 1983年05月23日 |
| 6  | 海辺のくらし           | 1983年05月30日 |
| 7  | みどりの茶ばたけ       | 1983年06月06日 |
| 9  | 田うえのころ           | 1983年06月13日 |
| 10 | ひものの工場           | 1983年06月20日 |
| 11 | 大きな工場             | 1983年06月27日 |
| 12 | 空からみた沼津         | 1983年07月04日 |
| 13 | おたよりありがとう     | 1983年07月11日 |
| 14 | たかしの夏休み日記     | 1983年08月29日 |
| 15 | 家の近くの店           | 1983年09月12日 |
| 16 | 駅前の商店街           | 1983年09月19日 |
| 17 | 魚市場                 | 1983年09月26日 |
| 18 | 青果市場               | 1983年10月03日 |
| 19 | 線路はつづく           | 1983年10月17日 |
| 20 | 高原の牧場             | 1983年10月24日 |
| 21 | 山あいのくらし         | 1983年10月31日 |
| 22 | うなぎを育てる         | 1983年11月07日 |
| 23 | 灯台のあるまち         | 1983年11月14日 |
| 24 | 外国船のつく港         | 1983年11月21日 |
| 25 | はなれ島のくらし       | 1983年11月28日 |
| 26 | 空からみた静岡県       | 1983年12月05日 |
| 27 | おたよりありがとう     | 1983年12月12日 |
| 28 | せんたくに使った板     | 1983年01月09日 |
| 29 | おじいさんの卒業写真   | 1984年01月23日 |
| 30 | おばあさんの茶つみかご | 1984年01月30日 |
| 31 | まぐろのきた浜         | 1984年02月06日 |
| 32 | 気笛がなった日         | 1984年02月13日 |
| 33 | 放水路ができて         | 1984年02月20日 |
| 34 | すみよい町づくり       | 1984年02月27日 |
| 35 | おたよりありがとう     | 1984年03月05日 |

## スタッフ
- 脚本 - 山崎あきら
- 絵ばなし - ふたばプロダクション